# Loretokapelle (Augustinerkirche Wien)

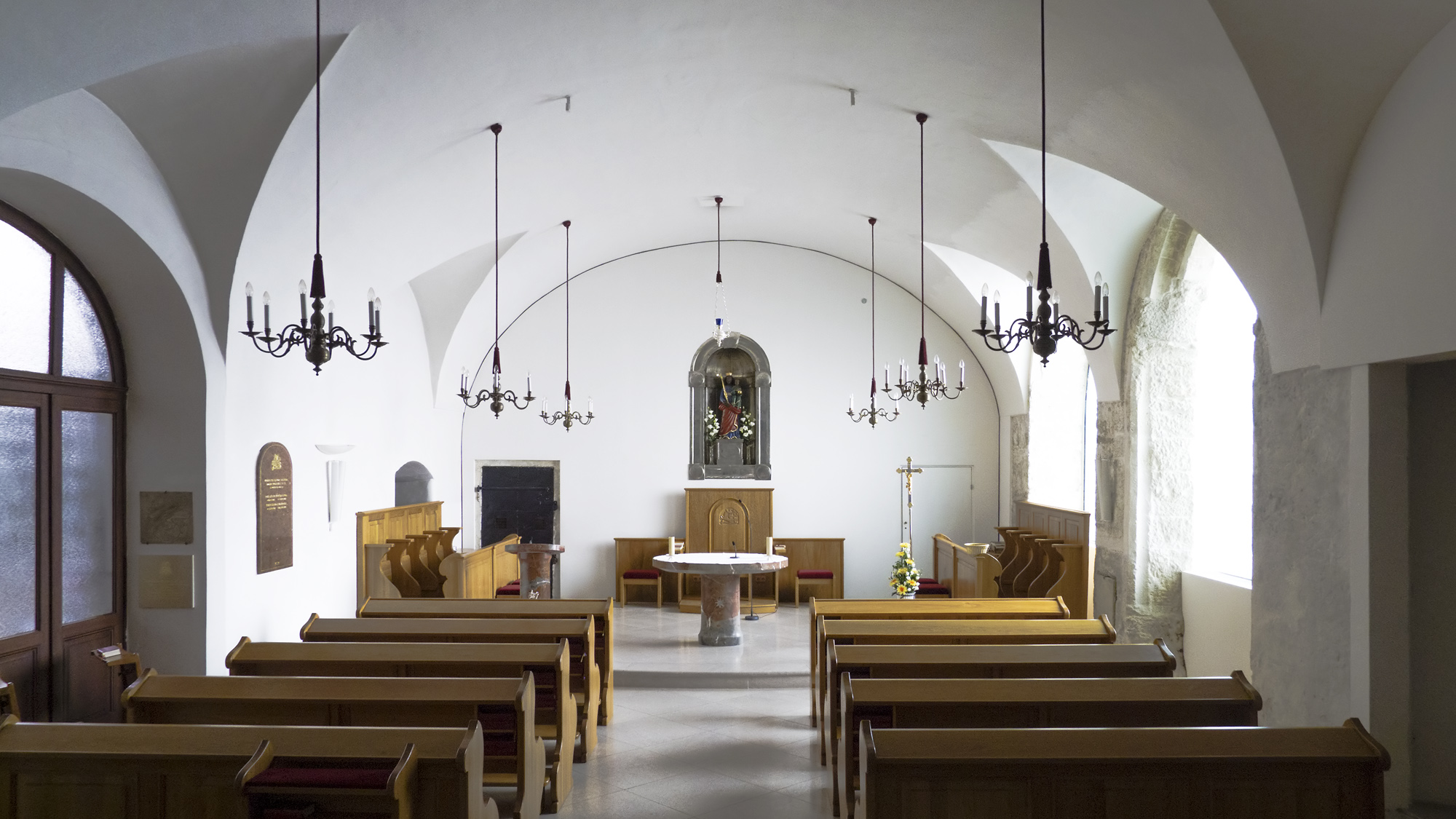
Loretokapelle der Augustinerkirche (2013). Die Herzgruft befindet sich hinter der eisernen Tür links vom Altar.

Die Loretokapelle ist ein Teil der römisch-katholischen Augustinerkirche im 1. Wiener Gemeindebezirk Innere Stadt. Als Nachfolgerin einer älteren Stiftung befindet sich die Kapelle zu Ehren der Heiligen Maria von Loreto seit 1784 in der südlich an die Kirche anschließenden Kapellengruppe, zu der auch die Georgskapelle mit den Grabmälern für Graf Daun, Gerard van Swieten sowie dem leeren, von Zauner gearbeiteten Prunksarkophag für Kaiser Leopold II. gehört. Besondere Bedeutung erlangte die Loretokapelle der Wiener Augustinerkirche als Herzgruft der Habsburger mit zahlreichen Herzbestattungen von Mitgliedern dieses Herrscherhauses.

## Geschichte

### Alte Kapelle von 1627

#### Gründung
Die erste Loretokapelle in der Augustinerkirche wurde durch Kaiserin Eleonora Gonzaga (1598–1655) gestiftet, die Gemahlin Kaiser Ferdinands II. Die Stiftung erfolgte 1627 analog zur waldsteinischen Stiftung der Loretokapelle auf dem Hradschin in Prag. Die drei Architekten der Kapelle mussten auf ihren Wunsch im Jahre 1624 die Santa Casa in Loreto (Italien) genau studieren, um diese in Wien in derselben Form nachbauen zu können. Sie entstand im Mittelschiff der Hofkirche von St. Augustin zwischen den ersten drei Pfeilerpaaren und entwickelte sich als Ort der Marienverehrung zu einem Privatheiligtum des Kaiserhauses. Die Maße dieser Capella Lauretana entsprachen den Originalabmessungen des Santa Casa in Loreto von 9,25 × 4,1 m bei einer Höhe von circa 5 m. Nach Art orientalischer Häuser bestand die Kapelle aus Bruchsteinen, die Mauern waren unverputzt. Im Inneren befand sich ein umgehbarer Altar und in der dahinterliegenden Mauernische eine Marienstatue mit dem Jesuskind aus Zedernholz. Am 12. September 1627 konnte die Kapelle von Franz Kardinal von Dietrichstein im Beisein des kaiserlichen Hofes geweiht werden. Kaiserin Eleonora Gonzaga beschenkte die Kapelle mit kostbaren Gegenständen aus Gold, Silber und Edelsteinen und bestimmte die Herrschaft Walpersdorf als Liegenschaft zur Versorgung der Kapelle mit jährlich 400 fl. Kurz vor ihrem Tod stiftete sie weitere 8000 fl. zur Erhaltung der Kapelle.

#### Privatkapelle der Habsburger
Im Laufe der Zeit wurde die Loretokapelle in der Augustinerkirche zum wichtigsten Wallfahrtszentrum der Wiener und des Adels. Die Augustinerkirche selbst wurde im Jahre 1634 zur kaiserlichen Hofpfarrkirche erhoben und die Loretokapelle erhielt den Rang einer öffentlichen Privatkapelle des Kaiserhauses. Kaiser Ferdinand II. pflegte hier für den siegreichen Ausgang seiner militärischen Kampagnen zu beten. In der Folge bürgerte sich der Brauch ein, dem Feind abgenommene Feldzeichen, Fahnen und Siegestrophäen der „Mutter von Loreto“ zu weihen und in der Kapelle aufzustellen.
Die erste Hoftrauung, die in der kleinen Kapelle stattfand, war 1631 die des späteren Kaisers Ferdinand III. mit der Infantin Maria Anna von Spanien. Seine und die Hochzeit seiner Schwester Cäcilia Renata sind die einzigen Trauungen, die in dieser kleinen Kapelle stattfanden. Aber auch in der Folge fand in der Augustinerkirche keine Hoftrauung ohne vorausgehende Andacht in der Loretokapelle statt.
Die Frauen aus dem Haus Habsburg beteten in der Kapelle um Nachkommenschaft, und hier wurden die ersten Andachten der kaiserlichen Mütter nach der Geburt ihrer Kinder abgehalten. Noch Maria Theresia ließ 1756 das Gewicht ihres jüngsten Sohnes Maximilian Franz in Gold aufwiegen und auf den Altar der „Hausmutter des Erzhauses Österreich“ in der Loretokapelle legen.

#### Bestattungsort der Habsburger
Die Loretokapelle wurde zum Bestattungsort der Habsburger, als Ferdinand IV. (1633–1654) hier sein Herz beisetzen ließ. Er hatte die Gottesmutter Maria zu Lebzeiten besonders verehrt und testamentarisch verfügt, dass sein „Hertz unnser Lieben Fawen Maria zu Loreto unter Ihre Füess legen und begraben [werden] sollte“.
Bis dahin waren die Herzen der verstorbenen Habsburger meist neben dem Leichnam im selben Sarg oder im Stephansdom bestattet worden. Als Ferdinand IV. starb, wurde sein Leichnam noch am selben Abend seziert, sein Herz in einen Becher gelegt und während der feierlichen Aufbahrung neben dem Körper auf dem Schaubett ausgestellt. Einen Tag nach seinem Tod erfolgte um neun Uhr abends die Übertragung des Herzens in die Augustinerkirche, wo es in einer schlichten Feier bei der Marienstatue in der Loretokapelle beigesetzt wurde.
Die späteren österreichischen Habsburger behielten diesen Brauch bis ins 19. Jahrhundert bei. In einem Hofrecht aus dem Jahr 1754 heißt es über den Brauch „von der Vertheilung des Leichnams zur Beysetzung an verschidenen Orten“ etwa: „Bey dem Erz-Herzoglichen Hause Österreich haben jedesmahl drey Kirchen in Wien an dem Leichnam eines regierenden Herrn Antheil“.
Die Körper der verstorbenen Monarchen und ihrer nächsten Angehörigen wurden in der Kapuzinergruft bestattet, die Herzen in der Loretokapelle der Augustinerkirche und die Eingeweide in der Herzogsgruft im Stephansdom. Die Organe wurden in Seidentücher gehüllt, in Spiritus eingelegt und die Behältnisse zugelötet.
Die Herzgruft bestand bis 1784 aus einer kleinen mit Marmor ausgekleideten Kammer im Fußboden hinter dem Altar und der Mauernische mit der Muttergottesstatue.
Die Kammer, in die die Herzurnen gestellt wurden, war circa 40 cm tief. Eine eiserne und darüber eine marmorne Platte bildeten den Verschluss. Von diesem alten Sepulchrum gibt die Sakristeichronik der Augustinerkirche folgende Beschreibung:

„Das grüfftl alwo die herz deren Kaysern und gesambten Von hauss Oesterreich stehen, ist in der Loreto Capellen unter unser lieben frauen Vor dem Camin, unter dem Pflaster befindt sich eine Platten, 3 schue 6 Zoll lang und 3 schue 4 Zoll breith worunter von Stein dass grüfftl, wie ein drügerl, so ain und ain halben schue Tieff, zwei schue 10 und ein halbes Zoll lang in liecht und zwey und ein habelben schue breith in liecht, worinn sich die Bocall mit denen herzen befinden.“
Bis zur Verlegung der Loretokapelle an ihren heutigen Standort wurden in der Herzgruft 21 Herzen von Mitgliedern des Hauses Habsburg beigesetzt.

### Neue Kapelle von 1784

#### Regotisierung der Kirche
Im Zuge der Regotisierung der Kirche im Jahre 1784, bei der Johann Ferdinand Hetzendorf von Hohenberg als Bauleiter agierte, wurde die seit 1627 im Mittelschiff stehende Loretokapelle geschleift. Auf Drängen des Volkes wurde am 25. Mai 1784 aber eine neue Loretokapelle eingerichtet, für deren Standort Kaiser Joseph II. jenen unteren Teil der Georgskapelle bestimmte, der im Mittelalter dem Kloster als Kapitelsaal gedient hatte. Der mit einem kunstvollen Schmiedeeisengitter verschlossene Kapellenzugang befindet sich seither in der Südostecke des rechten Schiffes der Augustinerkirche.
Während der napoleonischen Kriege wurde 1809 die kostbare Silberausstattung der Loretokapelle eingeschmolzen, auch die meisten anderen Stücke der einst reichen Innendekoration gingen im Laufe der Zeit wieder verloren. Erhalten blieb jedoch ein Stein aus der Santa Casa, den ein Augustinermönch 1758 von einem Besuch in Loreto mitgebracht hatte. Dieser Stein wurde nach Abtragung der ursprünglichen Kapelle in die neue Loretokapelle übertragen, wo er sich heute noch befindet. Er trägt die Inschrift: „Dieser Stein ist aus dem wahren H. Hauss Mariae von Loreto hierher übertragen worden. Anno 1758.“

#### Verlegung der Herzgruft
Im Zuge des Neubaus wurden auch die Herzurnen aus der alten Herzgruft in die neue Loretokapelle übertragen. Bis zum Bau der heutigen Herzgruft im Jahre 1802 wurden die Herzurnen in einem versiegelten Kasten aufgehoben. Für die im Laufe der Jahrhunderte entfernten Herzen wurde in der Augustinerkirche ein eigener Raum eingerichtet. Gleichzeitig wurden drei Herzen – die von Kaiserin Anna, Kaiser Matthias sowie Kaiser Ferdinand II. – die zuerst im Königinkloster der Klarissen nächst der kaiserlichen Hofburg beigesetzt gewesen waren, hierher übertragen.

#### Heutige Nutzung der Kapelle

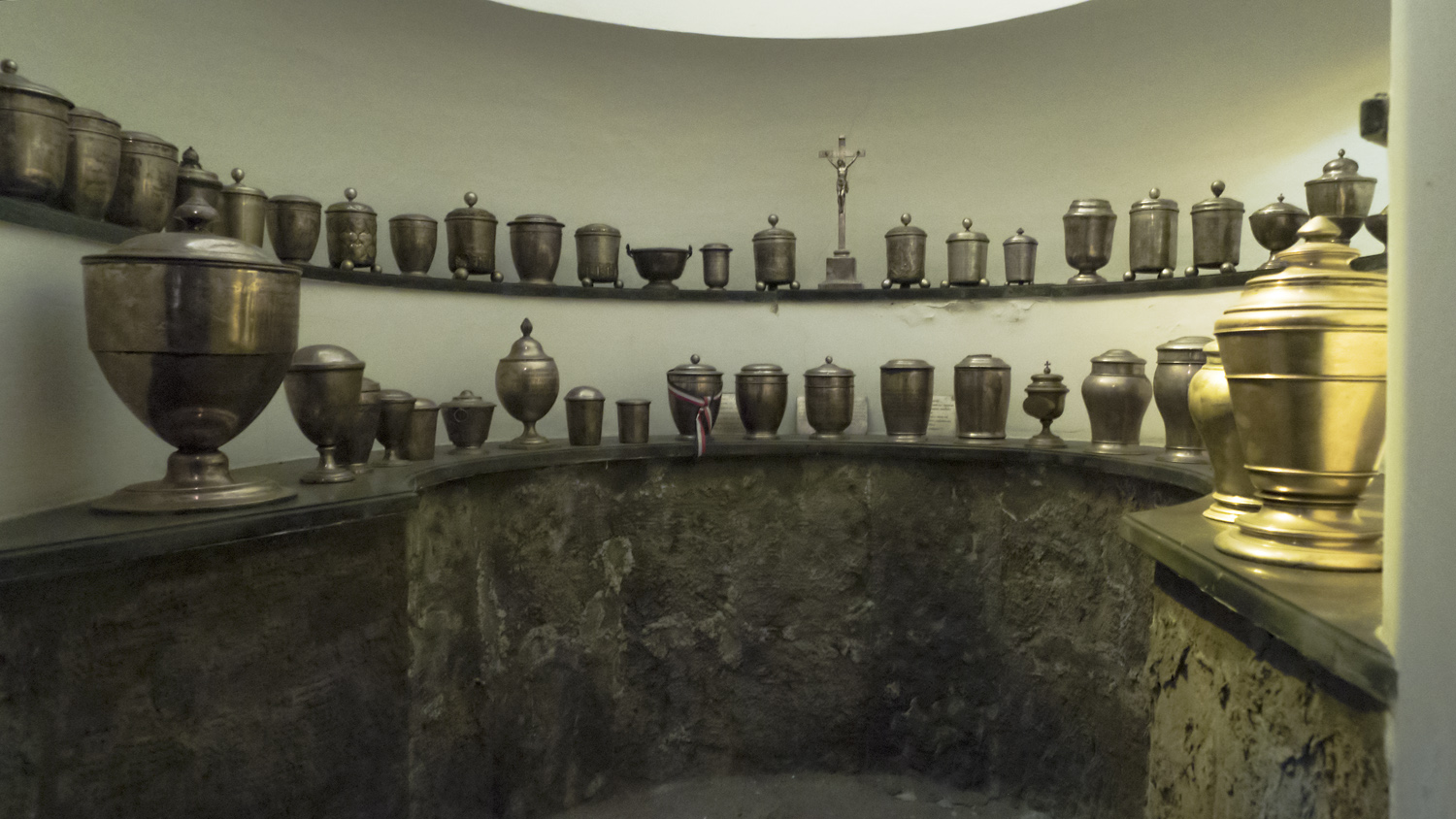
Herzgruft der Habsburger (2013)

In der Loretokapelle befinden sich heute 54 unterschiedlich gestaltete Urnen mit den Herzen von Angehörigen der Dynastie aus der Zeit zwischen 1618 und 1878, darunter die Herzen von insgesamt neun römisch-deutschen und österreichischen Kaisern. Lediglich die Herzen Kaiser Ferdinands III. († 1657) und Kaiser Josephs II. († 1790) sind nicht hier bestattet.
Die Herzgruft der Habsburger ist durch eine eiserne Tür links vom Altar vom übrigen Kapellenraum getrennt. Es handelt sich bei der Herzgruft der Habsburger um einen halbrunden Raum mit kahlen Wänden, in dem die Urnen in zwei Reihen nebeneinander aufgestellt sind. Die meisten Herzurnen bestehen aus Silber, lediglich jene von Kaiser Matthias ist aus Gold gefertigt. Der Herzbecher des Herzogs von Reichstadt ist meist mit einem Band in den Farben der französischen Trikolore geschmückt.
Unter der Loretokapelle sind zudem mehrere Geistliche bestattet, die mit der Augustinerkirche verbunden waren, darunter der am 23. November 1926 verstorbene Jesuit Pater Heinrich Abel. Er war Gründer der „Marianischen Kongregation Mater Admirabilis für Kaufleute“, welche die Loretokapelle der Augustinerkirche als ihren Versammlungsort nutzte. Eine Erinnerungstafel an der Außenmauer der Augustinerkirche in der Augustinerstraße 7 weist ebenfalls darauf hin.
Die Loretokapelle der Augustinerkirche dient heute als Versammlungs- und Gebetsort der Mönche und als Gottesdienststätte an Wochentagen. Die Herzgruft der Habsburger kann im Rahmen von Führungen besichtigt werden.

## Habsburger-Herzen in der Loretokapelle
Aufstellung in der oberen Reihe:

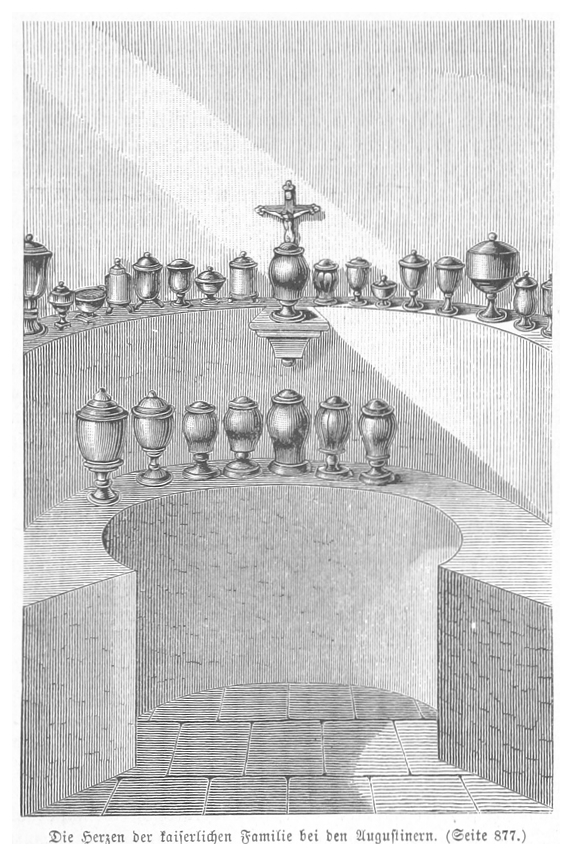
Aufstellung der Herzurnen (1880)

1. * Kaiserin Anna († 1618) –  Stifterin der Kapuzinergruft, Gemahlin Kaiser Matthias'
2. * Kaiser Matthias († 1619) –  Nachfolger Kaiser Rudolfs II.[23]
3. Kaiser Ferdinand II. († 1637) –  Vater Kaiser Ferdinands III.[24]
4. * König Ferdinand IV. († 1654) –  Begründer der Herzgruft in St. Augustin, Sohn Kaiser Ferdinands III.
5. * Erzherzog Leopold Wilhelm († 1662) –  Bischof und Feldmarschall, Bruder Kaiser Ferdinands III.
6. * Kaiserin Margaretha Theresia († 1673) –  1. Gemahlin Kaiser Leopolds I.
7. * Kaiserin Eleonore Magdalene († 1686) –   3. Gemahlin Kaiser Ferdinands III.
8. * Kurfürstin Maria Antonia von Bayern († 1692) –  Tochter Kaiser Leopolds I.
9. * Erzherzogin Maria Theresia (1684–1696) – früh verstorbene Tochter Kaiser Leopolds I.[25]
10. * Erzherzogin Maria Josepha (1687–1703) –  unverheiratete Tochter Kaiser Leopolds I.
11. * Kaiser Leopold I. († 1705) –  Sohn Kaiser Ferdinands III.
12. * Kaiser Joseph I. († 1711) –  Sohn Kaiser Leopolds I.
13. * Kaiser Karl VI. († 1740) –  Sohn Kaiser Leopolds I.
14. * Erzherzogin Maria Elisabeth († 1741) –  Statthalterin der Niederlande, Tochter Kaiser Leopolds I.[26]
15. * Erzherzogin Maria Amalia (1724–1730) –  frühverstorbene Tochter Kaiser Karls VI.
16. * Herzogin Maria Anna von Lothringen († 1744) –  Tochter Kaiser Karls VI.[27]
17. * Kaiserin Elisabeth Christine († 1750) –   Gemahlin Kaiser Karls VI.
18. * Erzherzog Karl Joseph († 1761) –  Sohn Kaiser Franz I. Stephans
19. * Erzherzogin Johanna Gabriela († 1762) –  Tochter Kaiser Franz I. Stephans
20. * Kaiser Franz I. Stephan († 1765) – Schwiegersohn Kaiser Karls VI.
21. * Kaiserin Maria Theresia († 1780) – Tochter Kaiser Karls VI., Gemahlin Kaiser Franz I. Stephans
22. * Erzherzogin Louise Elisabeth (1790–1791) –  früh verstorbene Tochter Kaiser Franz' II.
23. * Kaiser Leopold II. († 1792) –  Sohn Kaiser Franz I. Stephans
24. * Kaiserin Maria Ludovica († 1792) –  Gemahlin Kaiser Leopolds II.
25. * Erzherzogin Karoline Leopoldine (1794–1795) –  früh verstorbene Tochter Kaiser Franz' II.
26. * Erzherzog Alexander Leopold († 1795) –  Palatin von Ungarn, Sohn Kaiser Leopolds II.
27. * Erzherzogin Maria Amalia (1780–1798) –  früh verstorbene Tochter Kaiser Leopolds II.
28. * Erzherzogin Maria Christine († 1798) –  Tochter Kaiser Franz I. Stephans
29. * Erzherzogin Karoline Luise (1795–1799) –  früh verstorbene Tochter Kaiser Franz' II.
30. * Erzherzog Maximilian Franz († 1801) –  Fürsterzbischof, Sohn Kaiser Franz I. Stephans
31. * Erzherzogin Carolina Ferdinanda (1793–1802) –  früh verstorbene Tochter Großherzog Ferdinands III. von Toskana
32. * Großherzogin Luisa Maria († 1802) –  1. Gemahlin Großherzog Ferdinands III. von Toskana

Aufstellung in der unteren Reihe:
1. Erzherzogin Maria Amalia († 1804) –  Tochter Kaiser Franz I. Stephans
2. * Erzherzog Ferdinand Karl von Österreich-Este († 1806) –   Sohn Kaiser Franz I. Stephans
3. * Kaiserin Maria Theresia Caroline († 1807) –  2. Gemahlin Kaiser Franz' II.
4. * Erzherzog Joseph Franz Leopold (1799–1807) –  früh verstorbener Sohn Kaiser Franz' II.
5. * Erzherzog Johann Nepomuk Carl (1805–1809) –  früh verstorbener Sohn Kaiser Franz' II.
6. * Königin Maria Karolina von Sizilien († 1814) –   Tochter Kaiser Franz I. Stephans
7. * Kaiserin Maria Ludovika († 1816) –   3. Gemahlin Kaiser Franz' II.
8. * Albert, Herzog von Sachsen-Teschen († 1822) –   Gemahl der Erzherzogin Maria Christine
9. Erzherzog Rudolph Franz (*/† 1822) –  früh verstorbener Sohn Erzherzog Karls
10. * Franz, Herzog von Reichstadt († 1832) –   Sohn von Erzherzogin Marie-Louise & Napoleon I.[29]
11. Kaiser Franz II. († 1835) –   Sohn Kaiser Leopolds II.
12. Erzherzog Anton Viktor († 1835) –   Hochmeister des Deutschen Ordens, Sohn Kaiser Leopolds II.
13. Erzherzog Karl († 1847) –  Feldmarschall und Sieger von Aspern, Sohn Kaiser Leopolds II.
14. Erzherzog Ferdinand Karl von Österreich-Este († 1850) –   Sohn Erzherzog Ferdinand Karls († 1806)
15. Erzherzog Franz Joseph (*/† 1855) –   früh verstorbener Sohn Erzherzog Karl Ferdinands
16. Erzherzogin Maria Anna (1804–1858) –   unverheiratete Tochter Kaiser Franz' II.
17. Erzherzogin Hildegard († 1864) –   Gemahlin Erzherzog Albrechts
18. Erzherzog Ludwig Joseph († 1864) –   Sohn Kaiser Leopolds II.
19. Großherzogin Maria Anna († 1865) –   2. Gemahlin Großherzog Ferdinands III. von Toskana
20. Erzherzogin Mathilde († 1867) –   Tochter Erzherzog Albrechts
21. * Kaiser Ferdinand I. († 1875) –   Sohn Kaiser Franz' II.
22. * Erzherzog Franz Karl († 1878) –   Sohn Kaiser Franz' II.

Eine „Getrennte Bestattung“ mit Aufteilung ihres Körpers auf alle drei traditionellen Wiener Begräbnisstätten der Habsburger (Herzgruft, Kaisergruft, Herzogsgruft) erhielten im Laufe der Zeit 41 Familienmitglieder – diese sind in der obenstehenden Liste mit Stern (*) markiert. Als gegen Ende des 19. Jahrhunderts ein neues Verfahren der Leichenkonservierung mittels Formaldehyd die Exenteration der Leichen unnötig machte, verbaten sich die Erzherzoginnen Maria Annunziata († 1871) und Sophie Friederike († 1872) sowie Kaiserin Karoline Auguste († 1873) als erste eine „Getrennte Bestattung“, während eine solche im Falle von Kaiser Ferdinand I. († 1875) und Erzherzog Franz Karl († 1878) noch durchgeführt wurde. Erzherzog Franz Karl, der Vater Kaiser Franz Josephs, ist der letzte Habsburger, dessen Herz nach dem alten Hofprotokoll der „Getrennten Bestattung“ in der Loretokapelle der Augustinerkirche bestattet wurde.